# Le Dépit amoureux
Le Dépit amoureux est une comédie en cinq actes et parfois présenté en "comédie en 2 actes" et en vers de Molière, créée à Béziers le 16 décembre 1656, et représentée pour la première fois à Paris au Théâtre du Petit - Bourbon en décembre 1658 par la troupe de Monsieur, frère unique du Roi. Lors de sa reprise le 11 juillet 1679, la musique d'ouverture est de Marc-Antoine Charpentier.
Molière s'est beaucoup inspiré du théâtre italien. Ainsi, l'intrigue du Dépit amoureux est copiée d'une comédie de Nicolo Secchi, La Cupidité et l'acte II scène 7 est inspiré du passage du Chandelier de Giordano Bruno dans l'acte III scène VII

## Résumé
Deux jeunes gens, Éraste et Valère, courtisent la fille d'Albert, Lucile, dont le cœur penche vers Éraste. Ce dernier apprend de Mascarille, le valet de son rival, que, depuis trois jours, Lucile et Valère se sont mariés. Dans sa fureur, Éraste charge Marinette, la servante de Lucile, d'annoncer à sa maîtresse que leur relation est finie. Gros - René, le valet d'Éraste, se brouille également avec Marinette. S'ensuit un véritable dépit amoureux. Mais c’est seulement à la fin que l’histoire est démêlée. 
Pour recueillir l'héritage d'un très riche parent, Albert devait avoir un fils. Malheureusement, sa femme ayant accouché d'une fille, il a substitué le fils de la bouquetière, mais ce bébé est mort à l'âge de dix mois. Sa femme a repris chez elle sa fille pour l'élever sous le nom d'Ascagne, à la place du garçon qu'elle n'avait pas eu. En effet c’est Ascagne, une sœur de Lucile, jusque-là dissimulée sous des vêtements d'homme, qui s'est unie secrètement à Valère, alors que celui-ci se croit l'époux de Lucile. Cependant Valère se console vite de sa mésaventure en se trouvant l'époux d'une femme charmante, et abandonne volontiers à son rival Éraste la main de Lucile. Gros - René et Marinette suivent l'exemple de leurs maîtres et se marient.

## Quelques répliques
- « On ne meurt qu'une fois, et c'est pour si longtemps ! » (Mascarille, acte V, scène III, vers 1571)

- « Mon Dieu ! Qu’à tes appas je suis acoquiné ! » (Gros - René, acte IV, scène IV)

## Distribution
| Acteurs ayant créé les rôles                  |                  |
| Personnage                                    | Acteur           |
| Éraste, amant de Lucile                       | Béjart aîné      |
| Albert, père de Lucile et d’Ascagne           | Molière          |
| Gros-René, valet d’Éraste                     | Du Parc          |
| Valère, fils de Polidore                      | Béjart le jeune  |
| Lucile, fille d’Albert                        | Mlle de Brie     |
| Marinette, suivante de Lucile                 | Madeleine Béjart |
| Polidore, père de Valère                      |                  |
| Frosine, confidente d’Ascagne                 |                  |
| Ascagne, fille d’Albert, sous l’habit d’homme |                  |
| Mascarille, valet de Valère                   |                  |
| Métaphraste, pédant                           | Du Croisy        |
| La Rapière, bretteur                          | De Brie          |